# The Well's on Fire
The Well's on Fire studijski je album britanskog rock sastava Procol Haruma koji izlazi 2003.g. To je posljednji studijski album sa sastavom "Procol Harumom" na kojem sudjeluje klavijaturista Matthew Fisher. Njegova inače posljednja suradnja sa sastavom je na uživo albumu "Procol Harum Live at the Union Chapel " koji izlazi na CD-u i DVD-u, a snimljen je u prosincu 2003.g., i uključuje mnoge skladbe sa studijskih albuma.
Sastav ipak nastavlja održavati turneje s Josh Phillipsom koji je zamijenio Fishera (2004.) i Geoff Dunnom umjesto Marka Brzezickog (2006.)

## Popis pjesama
1. "An Old English Dream"
2. "Shadow Boxed"
3. "A Robe of Silk"
4. "The Blink of an Eye"
5. "The VIP Room"
6. "The Question"
7. "This World is Rich" (for Stephen Maboe)
8. "Fellow Travellers"
9. "The Wall Street Blues"
10. "The Emperor's New Clothes"
11. "So Far Behind"
12. "Every Dog Will Have His Day"
13. "Weisselklenzenacht (The Signature)"

## Izvođači
- Matthew Fisher - orgulje
- Matt Pegg - bas-gitara
- Mark Brzezicki - bubnjevi
- Geoff Whitehorn - gitara
- Gary Brooker - pianino, vokal
- Keith Reid - tekst

## Vanjske poveznice
- ProcolHarum.com - Detalji o albumu na službenim internet stranicama Procol Haruma